# Sahak Wielki
Sahak Wielki (Izaak; ur. 354, zm. 438) – arcybiskup królestwa Armenii w latach 384–427 lub 428, następnie od 431 do śmierci współzarządzający Kościołem w Persarmenii wspólnie z hierarchą syryjskim. Jeden z tłumaczy Biblii i literatury patrystycznej na język ormiański, święty Apostolskiego Kościoła Ormiańskiego i Kościoła katolickiego, gdzie wspominany jest 6 lipca.

## Życiorys
Pochodził z dynastii ormiańskich katolikosów zapoczątkowanej przez Grzegorza Oświeciciela. Zgodnie z panującą w Armenii w IV-V w. tradycją odziedziczył urząd po zmarłym wiele lat wcześniej ojcu, Nersesie I, w 384. Odebrał staranne i wszechstronne wykształcenie, oprócz teologii zajmował się muzyką.
Brał udział w opracowywaniu ormiańskiego przekładu Biblii (na podstawie Peszitty), następnie należał również do zespołu tłumaczy przekładających pisma Ojców Kościoła, dekrety soboru nicejskiego i Liturgię św. Bazylego Wielkiego, nazywaną w Armenii Liturgią św. Grzegorza Oświeciciela. Podobnie jak pozostali tłumacze, został przez Apostolski Kościół Armenii kanonizowany. Sahak patronował pracom Mesropa Masztoca nad tworzeniem alfabetu ormiańskiego. Opracowanie alfabetu miało sprzyjać utrwalaniu się chrześcijaństwa wśród Ormian.
Samodzielne inicjatywy arcybiskupa zostały negatywnie przyjęte przez szacha Persji. W 428 arystokracja persarmeńska zwróciła się do szacha Bahrama V z prośbą o likwidację monarchii Arsacydów. Odtąd krajem rządzili książęta miejscowi pod nadzorem perskiego marzypana. Sahak, który bezskutecznie protestował przeciwko takiej decyzji i starał się powstrzymać konflikty wewnętrzne między rodami ormiańskimi, został usunięty z urzędu w 427 lub 428.
Krótko po soborze efeskim (na którym nie było przedstawiciela ormiańskiego episkopatu) szach Bahram V zgodził się ponownie dopuścić go sprawowania urzędu wspólnie z metropolitą pochodzenia syryjskiego. Sahak musiał przed tym złożyć przysięgę, iż nie będzie popierał "herezji Greków" i pozostanie w jedności z Kościołem Syryjskim. Po zapoznaniu się z aktami soboru efeskiego skierował do patriarchy konstantynopolitańskiego Proklosa duchownych Leoncjusza i Habela z prośbą o wydanie opinii o nauczaniu Teodora z Mopsuestii. Proklos napisał wówczas skierowany do Ormian tomos, poświęcony naturze Jezusa. Pod jego wrażeniem Sahak zaprzestał popierania szkoły antiocheńskiej i wystąpił przeciwko metropolitom syryjskim, zaś do Konstantynopola skierował odpowiedź, w której naukę o "dwóch synach w Chrystusie" określił jako "żydowską". Zanim jednak konflikt ten przybrał na sile, Sahak zmarł.
Był ostatnim żonatym hierarchą z dynastii biskupów zapoczątkowanej przez Grzegorza Oświeciciela. Jego wnuk Wardan Mamikonian w 451 stał na czele powstania Ormian sprzeciwiających się antychrześcijańskiej polityce szacha Jazdegerda II.